# Großsteingräber bei Dumsevitz
Die Großsteingräber bei Dumsevitz waren mindestens zehn megalithische Grabanlagen bei Dumsevitz, einem Ortsteil der Gemeinde Garz/Rügen im Landkreis Vorpommern-Rügen, Mecklenburg-Vorpommern. Vermutlich handelte es sich bei allen Anlagen um Großdolmen, da fast alle Großsteingräber Rügens diesem Typ angehören. Sie wurden zwischen 3500 und 2800 v. Chr. von Angehörigen der jungsteinzeitlichen Trichterbecherkultur erbaut und zumindest teilweise zwischen 2800 und 2200 v. Chr. von Angehörigen der Einzelgrabkultur für Nachbestattungen genutzt. Alle wurden um 1819 zerstört. Kurz zuvor konnte Friedrich von Hagenow in sieben Anlagen Grabungen durchführen. Die noch erhaltenen Funde befinden sich seit 1866 im Stralsund Museum.

## Forschungsgeschichte

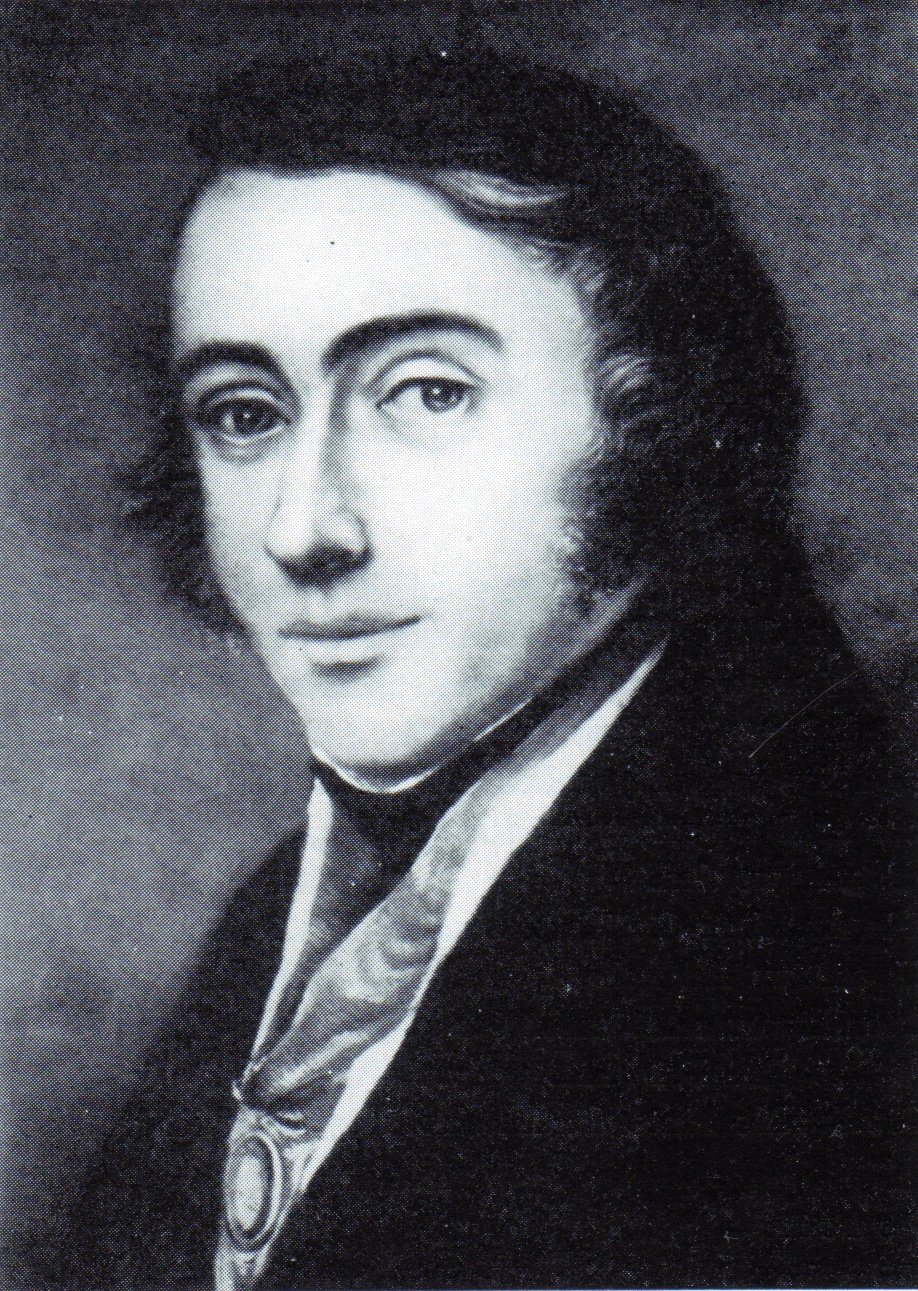
Friedrich von Hagenow untersuchte mehrere Gräber bei Dumsevitz kurz vor ihrer Zerstörung 1819.

Die erste wissenschaftliche Dokumentation der Gräber erfolge durch Friedrich von Hagenow, der eine Ausgrabung schon länger angedacht hatte, zunächst aber zögerte, da er den Arbeitsaufwand als zu hoch und die zu erwartende Ausbeute an Fundstücken als zu gering einschätzte. Als um 1819 die Zerstörung der Gräber und die Verwendung der großen Findlinge als Fundamentsteine für eine Scheune beschlossen wurde, entschloss sich von Hagenow aber letztlich doch für eine Untersuchung. Gemeinsam mit sieben bis acht Helfern grub er 1818/19 oder 1819/20 sieben Anlagen aus. Der genaue Zeitpunkt ist unklar, da alle Datumsangaben das Jahr 1819 aufweisen, obwohl sich die Grabungen von Dezember bis Januar hinzogen.
Die Ergebnisse seiner Grabungen publizierte von Hagenow zunächst nicht. Seine Aufzeichnungen und die Funde gelangten nach seinem Tod 1866 in den Besitz des Provinzialmuseums für Neuvorpommern und Rügen, das heutige Stralsund Museum. Die Aufzeichnungen wurden 1904 durch Rudolf Baier veröffentlicht. Eine Aufarbeitung der Funde nahm 1955 Hansdieter Berlekamp vor.

## Lage

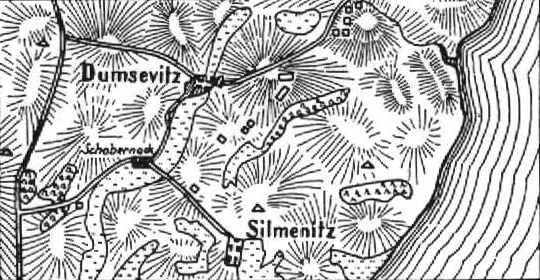
Ausschnitt aus von Hagenows Special Charte der Insel Rügen mit Lagebezeichnungen der Gräber bei Dumsevitz

Die genaue Lage der Gräber lässt sich kaum rekonstruieren, da von Hagenows Lagebeschreibungen in seinem Grabungsbericht erheblich von den Angaben in seiner Karte abweichen. Laut Grabungsbericht befand sich Grab 1 eine nicht genauer angegebene Strecke östlich von Dumsevitz auf dem Feld. Grab 2 befand sich 80–100 Schritt südlich hiervon, Grab 3 200 Schritt östlich von Grab 1. Grab 4 lag 400 Schritt südlich dieser Gruppe und Grab 5 1000 Schritt nordöstlich. Grab 6 lag dicht neben Grab 5 und Grab 7 war von diesen wiederum 400 Schritt entfernt, wobei die Richtung nicht angegeben ist.
Neben diesen von ihm untersuchten Gräbern nennt von Hagenow noch drei weitere, über die er aber keine näheren Angaben macht. Auf seiner Karte verzeichnet er sogar elf Signaturen: Sehr nah beieinander liegen dort fünf Anlagen im Winkel zwischen dem Bachlauf der Beek und dem nach Altkamp führenden Weg. Einige hundert Meter südwestlich hiervon sind zwei größere Signaturen eingetragen, möglicherweise die Gräber 1 und 2. Weiter südwestlich folgen dicht beieinander zwei weitere Signaturen und westsüdwestlich eine einzelne Signatur. Noch weiter südwestlich, an der Straße zwischen Schabernack und Silmenitz ist eine weitere Signatur eingezeichnet. Möglicherweise steht sie für einen unter Silmenitz geführten zerstörten Grabhügel.

## Beschreibung

### Grab 1

#### Architektur
Grab 1 besaß eine nordost-südwestlich orientierte Grabkammer mit vier Wandsteinen an der südöstlichen und fünf an der nordwestlichen Langseite. Auch die beiden Abschlusssteine an den Schmalseiten waren bei von Hagenows Untersuchung noch vorhanden, ebenso drei mächtige Decksteine. Die Kammer hatte einen rechteckigen Grundriss, eine Länge von 14–16 Fuß (ca. 4,5–5,0 m) und eine Breite von 8–9 Fuß (ca. 2,6–2,9 m). Von Hagenow konnte ein Kammerpflaster aus rotem Lehm und kleinen Feuerstein-Bruchstücken feststellen. Eine Hügelschüttung oder eine steinerne Umfassung werden nicht erwähnt.

#### Funde
Während der zweitägigen Ausgrabung wurden zahlreiche Grabbeigaben geborgen. Zu den Keramikfunden gehören vier Näpfe aus Grobkeramik (sogenannte Kümmerkeramik), ein zweihenkliger, hoher Topf und vermutlich weitere Scherben. Über die Keramikfunde des ersten Tages liegen jedoch keine Angaben vor. Als einziges Steingerät wurde eine Nackenkammaxt aus graugrünem Serpentinit mit ovalem Schaftloch gefunden. An Feursteingeräten wurden mehrere Pfeilspitzen (zwei Querschneider, eine dreikantige Pfeilspitze und eine Spitze mit abgesetzter Schaftzunge), zehn bis zwölf Klingen und ein Beil gefunden. Die Klingen und die dreikantige Pfeilspitze sind heute verloren. Die Axt gelangte als Tauschobjekt zu Johann Gustav Gottlieb Büsching nach Breslau und ist heute wohl ebenfalls verloren. Im Fundkatalog erwähnte von Hagenow außerdem noch eine axtförmige Bernstein-Perle.

### Grab 2

#### Architektur

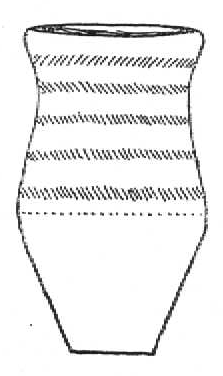
Becher der Einzelgrabkultur aus Grab 2

Die zweite Anlage besaß eine ost-westlich orientierte Grabkammer. Über die Zahl der Wandsteine machte von Hagenow keine Angaben, erwähnte aber, dass einer bereits entfernt worden war. Auch von den Decksteinen konnte er nur noch einen feststellen, der verstürzt im Inneren der Kammer lag. Eine Vermessung der Anlage nahm er nicht vor. Aus seiner Erinnerung heraus nahm er die Länge mit höchstens 12 Fuß (ca. 3,9 m) und die Breite mit maximal 5 Fuß (ca. 1,6 m) an.

#### Funde
Die meisten Funde wurden außerhalb der Grabkammer entdeckt. Von den Keramikgefäßen ist nur noch ein geschweifter Becher vorhanden. Er weist eine in Zonen gegliederte Zahnstockverzierung auf. Er stammt aus einer Nachbestattung der endneolithischen Einzelgrabkultur. Ein weiteres, sehr ähnliches Gefäß sowie ein Napf der Kümmerkeramik sind heute verloren. Ebenfalls zur Nachbestattung der Einzelgrabkultur gehört eine verwitterte Streitaxt aus Granit. An Feuersteingeräten wurden zwei dickblattige Beile vom Typ Lindø mit schrägem Nacken, zwei Hohlbeile, ein Flachbeil und mehrere Klingen gefunden. Letztere sind heute verloren.

### Grab 3

#### Architektur

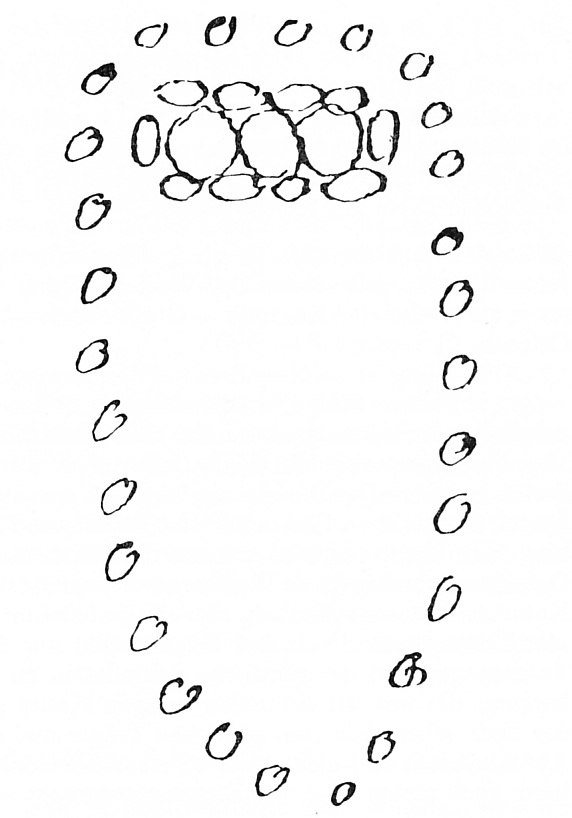
Grundriss von Grab 3 nach von Hagenow

Grab 3 ist das einzige, von dem von Hagenow eine Grundriss-Skizze anfertigte. Es besaß ein nordsüdlich orientiertes, trapez- bzw. keilförmiges Hünenbett mit einer Länge von etwa 40 Schritt (ca. 32 m). Das Hünenbett wurde von einer Umfassung aus 28 Steinen begrenzt, die jeweils 3 Fuß voneinander entfernt waren. Die Grabkammer stand am Nordende quer zum Hünenbett in ost-westlicher Richtung. Sie bestand aus je vier Wandsteinen an den Langseiten, je einem Abschlussstein an den Schmalseiten und drei großen Decksteinen. Maßangaben der Kammer liegen nicht vor.

#### Funde
Da nur das östliche Ende der Grabkammer untersucht wurde, konnten auch nur wenige Fundstücke geborgen werden. Es handelte sich um Keramikscherben und zwei Feuersteinbeile, die heute nicht mehr erhalten sind.

### Grab 4

#### Architektur
Zu Grab 4 liegt keine genaue Baubeschreibung vor. Von Hagenow gibt lediglich an, dass es Grab 1 stark ähnelte, mit dem Unterschied, dass nur noch ein auf den Wandsteinen aufliegender Deckstein vorhanden war. Weiterhin stellte er noch mehrere kleine Steine fest (evtl. Bruchstücke von bereits gesprengten Steinen?).

#### Funde
An Grabbeigaben wurden einige Keramikscherben und Feuersteinklingen entdeckt. Hiervon ist heute nichts mehr erhalten.

### Grab 5

#### Architektur
Auch die fünfte Anlage glich Grab 1. Die Grabkammer lag tief im Erdreich. Weitere Baubeschreibungen liegen nicht vor.

#### Bestattungen
Grab 5 ist das einzige Grab in Dumsevitz, in dem Skelettreste entdeckt wurden. Diese waren in Abwesenheit von Hagenows ausgegraben worden und wurden von ihm als stark fragmentiert beschrieben. Reste eines Schädels ließen sich ausmachen, ansonsten liegen zu den Knochen keine näheren Angaben vor.

#### Funde
An Grabbeigaben wurden Keramikscherben, ein Schmalmeißel und mehrere Klingen aus Feuerstein sowie eine doppelaxtförmige Bernsteinperle gefunden.

### Grab 6

#### Architektur
Zu Grab 6 liegt keine Baubeschreibung vor.

#### Funde
An Beigaben wurden Keramikscherben, Feuersteinbeile und -klingen gefunden. Die Fundstücke sind nicht erhalten.

### Grab 7

#### Architektur
Auch zu Grab 7 gab von Hagenow keine Baubeschreibung an.

#### Funde
Bei den Beigaben handelte es sich um Keramikscherben und zwei Feuersteinklingen.

### Flurfunde und Funde unklarer Herkunft
In seinem handschriftlichen Fundkatalog erwähnt von Hagenow eine Pfeilspitze, die er auf dem Feld bei Dumsevitz gefunden hatte und eine geschliffene Feuersteinaxt, die ihm geschenkt wurde. Aus welchem der Gräber sie stammte, ist unbekannt. Mehrere erhaltene Fundstücke im Besitz des Stralsund Museums konnte Hansdieter Berlekamp keinem Grab eindeutig zuordnen. Hierbei handelt es sich um zwei querschneidige Pfeilspitzen, ein dicknackiges Feuersteinbeil und einen Schmalmeißel. Letzterer stammt möglicherweise aus Grab 5.